# グナエウス・ドミティウス・アヘノバルブス (紀元前32年の執政官)
グナエウス・ドミティウス・アヘノバルブス（ラテン語: Gnaeus Domitius Ahenobarbus, ? - 紀元前31年）は、共和政ローマ末期の政務官。

## 家族
プレブス系ドミティウス氏族のアヘノバルブス家出身。アヘノバルブスは紀元前2世紀から頭角を現して代々執政官（コンスル）を務めていた。父はルキウス・ドミティウス・アヘノバルブス、子に父と同名のルキウス・ドミティウス・アヘノバルブス。

## 略歴
当初はガイウス・ユリウス・カエサルの独裁政治への態度に反発、対立するが、ファルサルスの戦いの後で恭順する。そして紀元前46年にローマへ帰還する。
カエサル暗殺後にはドミティウスはマルクス・ユニウス・ブルトゥスとガイウス・カッシウス・ロンギヌスへと接近する。第二回三頭政治体勢に反発し、フィリッピの戦いで功績を挙げた。しかしマルクス・アントニウスをビティニアの総督としたガイウス・アッシニウス・ポッリオの仲介のもとでアントニウスと和睦した。
紀元前32年にはコンスルとなる。オクタウィアヌスとアントニウスが対立すると、最初アントニウス側につき東方へと向かうが、アントニウスがプトレマイオス朝のクレオパトラ7世と親しくなると離反、アクティウムの海戦直前にオクタウィアヌスの側につく。そして海戦が終わって直後に没した。